# Carex radiata
Carex radiata là một loài thực vật có hoa trong họ Cói. Loài này được (Wahlenb.) Small mô tả khoa học đầu tiên năm 1903.